# 小笠原美奈
小笠原 美奈（おがさわら みな、1997年6月6日 - ）は、日本の女子バスケットボール選手である。ポジションはセンターフォワード。拓殖大学卒。東京都出身。

## 来歴
明星学園高等学校から拓殖大学に進み、2年時にユニバーシアード日本代表として銀メダル獲得。
2020年1月、東京羽田ヴィッキーズにアーリーエントリーで加入し、2021-22シーズンまで在籍した。
2022-23シーズンはトヨタ自動車アンテロープスに移籍。
2023年オフ退団。

## 経歴
- 明星学園高 - 拓殖大

## 日本代表歴
- 2017ユニバーシアード